# Lafayette (hrabstwo Madison)
Lafayette – jednostka osadnicza w Stanach Zjednoczonych, w stanie Ohio, w hrabstwie Madison.